# Macruronus magellanicus
La merluza de cola, cola, huelca o rabo largo (Macruronus magellanicus) es un pez, que tiene un color azul acerado y verde metálico, que forma cardúmenes a profundidades entre unos 50 y 400 metros. 
Difiere de las otras merluzas por la forma de la cola, que termina en punta por confluencia de las aletas dorsal y anal. Alcanza hasta unos 60-110 cm y 5 kg. Se alimenta de peces pequeños y de crustáceos. Tiene una coloración azul intenso en el dorso y aletas. El flanco y el vientre poseen una coloración más clara. Es de la familia Merlucciidae. Tiene la capacidad de regenerar el péndulo caudal cuando se daña. Se reproduce en aguas profundas a finales de invierno.

## Pesca
Se pesca por su gran interés comercial como pescado para la alimentación humana. En Argentina, constituye una parte importante de la pesca de altura.[cita requerida]